# Arp 195
Arp 195 (UGC 4653) est un triplet de galaxies en interaction relativement éloigné, situé dans la constellation du Lynx.

## Description
Sa vitesse par rapport au fond diffus cosmologique est de 16 970 ± 36 km/s, ce qui correspond à une distance de Hubble de 250,3 ± 17,5 Mpc (∼816 millions d'al).
Arp 195 figure dans l'atlas des galaxies particulières d'Halton Arp comme exemple d'une galaxie « avec de la matière éjectée du noyau ». Ce dernier y ajouta également la note suivante : « Bord d'absorption lors de la connexion au noyau ». D'après les images du triplet, ce qui est interprété comme de la matière éjectée du noyau d'une des galaxies correspond sans doute aux corps des autres galaxies membres du trio. La note fait quant à elle probablement référence à la bande de poussière interstellaire sombre visible au centre du triplet.

## Triplet de galaxies
Arp 195 se compose d'un système de trois galaxies en interaction gravitationnelle, serrées les unes aux autres. Vus depuis la Terre, les membres du système apparaissent alignés selon un axe nord-sud dans le ciel terrestre. Ainsi, du nord au sud, on retrouve les galaxies VV 243c, b et a, selon leurs désignations respectives au sein du catalogue de galaxies en interaction de Vorontsov-Velyaminov.
La galaxie la plus au sud, VV 243a, est une galaxie spirale barrée (SB(s)b). Celle la plus au nord, VV 243c, présente comme on peut le voir sur les images du trio un long bras d'étoiles pointant en direction de l'ouest. Ce bras, que l'on appelle aussi queue de marée, est issu des forces de marée engendrées par l'interaction entre les trois galaxies. VV 243b, la galaxie située au centre du trio, présente aussi une morphologie très perturbée. De plus, selon la base de données Simbad, elle est une radiogalaxie.

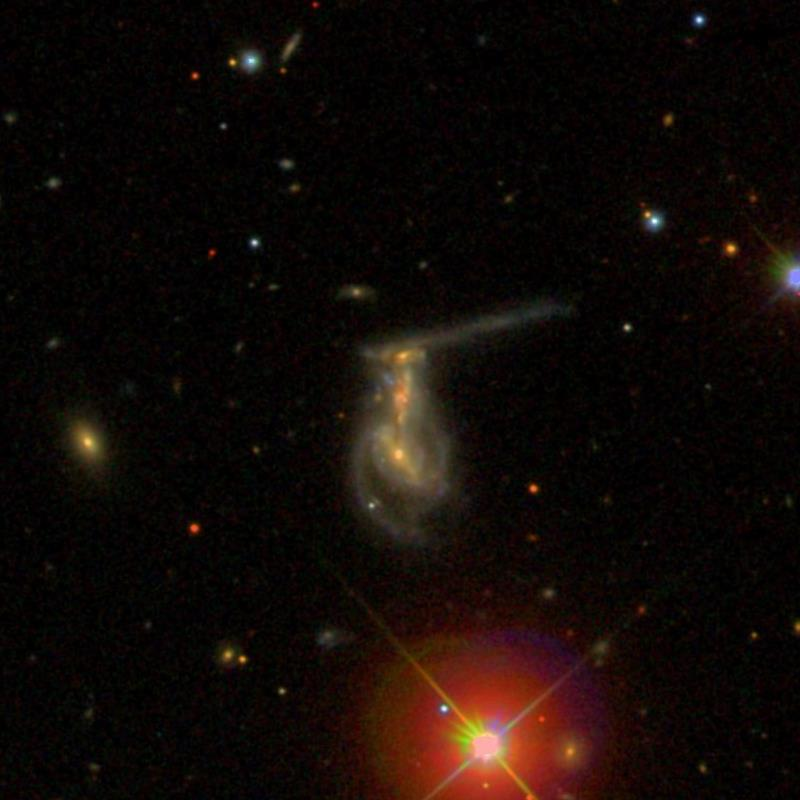
Arp 195 par le relevé SDSS. Sur cette image, le nord est en haut.

## Supernova
La supernova SN 2008bv a été découverte dans Arp 195 le 19 avril 2008 dans le cadre du programme LOSS (Lick Observatory Supernova Search) de l'observatoire Lick. D'une magnitude apparente de 18,8 au moment de sa découverte, elle était de type Ia.
Les coordonnées célestes de cette supernova, soit 08h 53m 54.641s en ascension droite et +35° 08′ 57.52″ en déclinaison, nous indiquent qu'elle s'est produite en direction de la galaxie centrale du trio, soit VV 243b.